# Boa (treno)

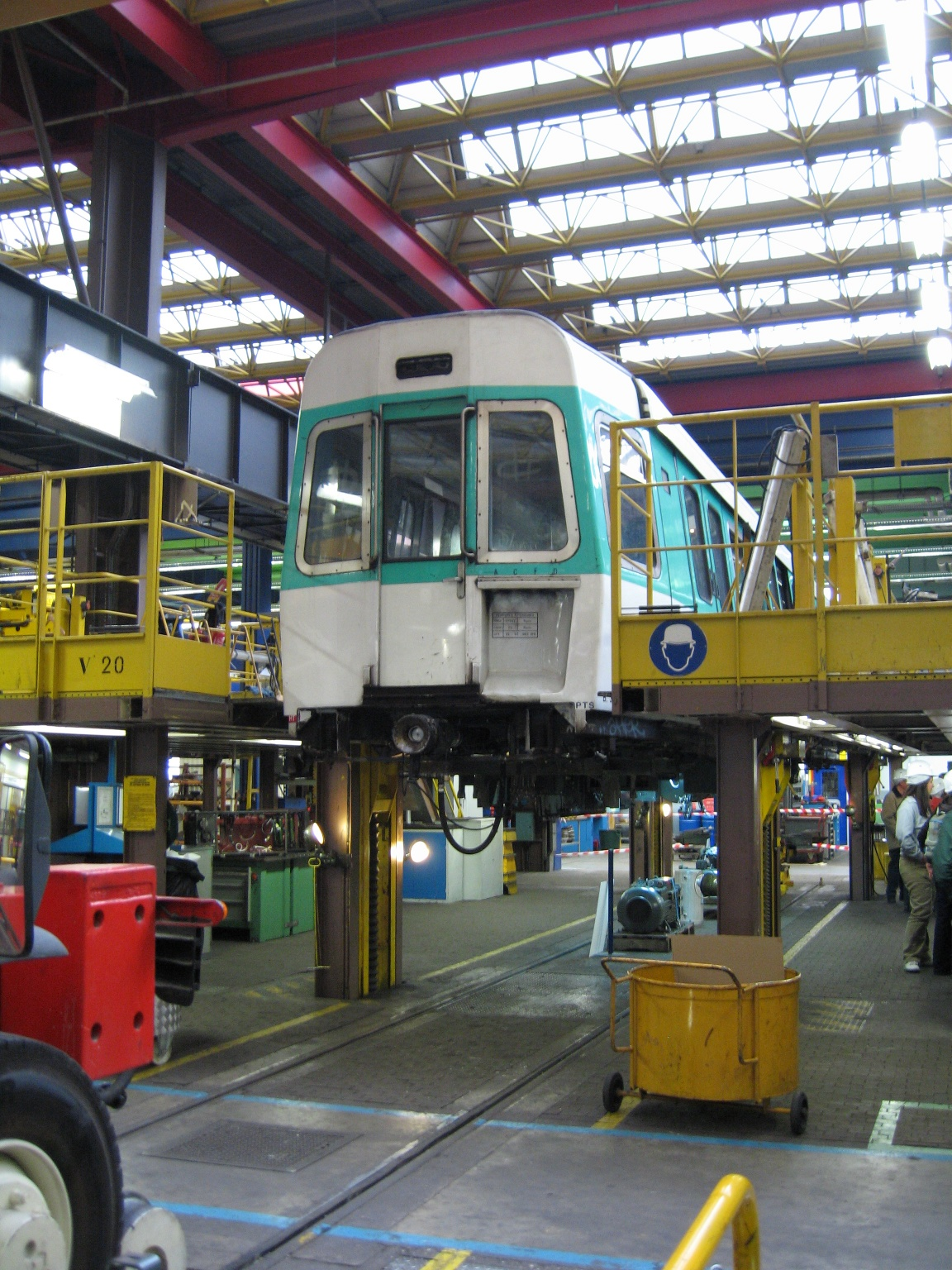
Un vagone di un MF 77 simile a quelli in uso sul Boa.

L'elettrotreno Boa (dal nome dell'omonimo serpente) fu un convoglio ferroviario sperimentale della metropolitana di Parigi, concepito dalla RATP sulla base dei vagoni del MF 77. Messo in servizio nel 1985, circolò fino al 1993, prima di essere abbandonato e, nel 1999, rottamato.
Prototipo destinato a concepire la metropolitana del futuro, permise di sperimentare svariate innovazioni, oggi in uso su diversi treni della rete. Una tra queste (l'intercircolazione tra le vetture) rendeva il treno simile a un lungo serpente, e diede il nome al convoglio.

## Storia
Ai primi anni 1980, la RATP riconosce i danni della mancata alienazione dei vecchi convogli Sprague-Thomson: si doveva al più presto investire in nuovi materiali, sia per ragioni tecniche (vetustà dei convogli) che commerciali (il metrò aveva perso appeal agli occhi del grande pubblico).
Dopo la commessa del MP 55, seguita da quella del MP 59, entrambi su pneumatici, l'arrivo dei convogli su ferro MF 67 permise di dare una prima rimodernata al materiale rotabile. La commessa per il MF 77 a fine anni 1970 permise infine di ritirare i treni Sprague-Thomson nel 1983 e di ringiovanire l'età media del parco mezzi.
Non volendo ricadere nello stesso ritardo sulla rimodernazione del materiale rotabile, la RATP iniziò a pensare a come sostituire i convogli MP 59 e MF 67, a loro volta diventati vetusti. La concezione del Boa rientra proprio in questa strategia, volta a concepire il metrò degli anni 2000.
La RATP indagò sui vari problemi del materiale rotabile di allora, come l'usura e il rumore eccessivo causato dalle ruote in curva, i cablaggi troppo complessi, i motori a corrente continua che tendevano a manifestare danni al collettore, o ancora la circolazione dei passeggeri tra le vetture. I materiali futuri, oltre a risolvere tali problemi, dovevano anche essere più economici in costruzione e gestione.
La creazione di un prototipo doveva dunque servie a porre rimedio a due problemi fondamentali :
- la ripartizione disomogenea dei passeggeri sui treni: gli accessi alle banchine delle stazioni erano situati perlopiù alle estremità delle stesse, con la conseguenza che i passeggeri si accalcavano in testa e in coda al treno; l'intercircolazione avrebbe consentito una migliore ripartizione.
- il frastuono e l'usura eccessivi dei carrelli in curva.

## Obiettivi
Il Boa doveva dunque servire a sperimentare diverse innovazioni, come gli assi orientabili in luogo dei carrelli. La RATP si era interessata a questo sistema, sviluppato già nel 1846. In effetti la rigidità dei carrelli, impedendo una buona percorrenza di curva, costringe tutte le ruote a girare alla stessa velocità, anche quelle che, trovandosi all'interno della curva, percorrono meno strada. Ciò causa rumori molesti e pattinamento.
L'ente parigino dei trasporti immagina dunque un sistema di controllo semplice, performante e affidabili. Furono proposte due soluzioni: il ponte riduttore con differenziale o installare un motore su ogni ruota. L'intercircolazione tra i vagoni sembrava invece più complessa da mettere a punto, a causa del raggio stretto di talune curve della rete.

## Prima versione
La prima versione del Boa vide la luce nel 1985 al deposito RATP di Vaugirard, realizzato con la motrice M 30154 e il vagone B 32154 di un MF 77 incidentato nel 1983. Composto da tre vetture da 10 m, il suo aspetto ricordava quello di un MF 77, con i motori del MP 73.
Questo treno era rivoluzionario: per la prima volta un convoglio del metrò presentava intercircolazione totale tra le carrozze, a mezzo di piccoli tunnel fatti di anelli di gomma giuntati insieme. I carrelli erano sostituiti da assi orientabili monomotori, che miglioravano la percorrenza in curva e riducevano l'usura. Il convoglio fu messo in prova sul fascio binari di Porte Dauphine, che presenta la curva più stretta della rete, con soli 32 m di raggio. La buona riuscita dei test spinse a proseguire la sperimentazione.

## Seconda versione
Forte dei primi buoni riscontri, la RATP decise di fare test più spinti, per sperimentare nuove tecnologie e nuovi allestimenti interiori, in vista di una messa in servizio del Boa.
A Vaugirard il prototipo fu trasformato a quattro vetture, di cui due motrici da 12,19 m e due rimorchi da 10,98 m. Ciò consentì di sperimentare al contempo tre diversi tipi di intercircolazione, che furono sviluppate dalle ditte Faiveley, ANF e Alsthom.
Faiveley propose un'intercircolazione a strisce di gomma, con giunti elastici. ANF realizzò una struttura mista rigida-elastica. Alsthom fornì un sistema con tre anelli di gomma giuntati da anelli in ferro, su un brevetto RATP. I modelli ANF e Alsthom erano dotati di sedili, il modello Alsthom anche di finestrini.
Il Boa così trasformato era lungo 46,34 m (contro i 77,40 m di un normale MF 77 a cinque casse) e con un peso a vuoto di 85.96 t. La sua composizione era questa: M 30412 - N 11552 - N 11553 - M 30411 (M sta per una motrice, N per rimorchio). Numerosi test di lunga durata furono svolti tra il 1987 e il 1989. Tutte le prove andarono a buon fine, e si decise pertanto di mettere il Boa in servizio commerciale, al fine di determinare definitivamente lo sviluppo del MF 88, la cui messa a punto era cominciata.
Fu messo in servizio sulla linea 5 il 12 novembre 1990. Per la sua lunghezza ridotta e l'assenza di controllo automatico, circolava solo nei giorni feriali nelle ore di minor affollamento. Fu rimosso dal servizio ai primi del 1993.

## Implementazione delle tecnologie

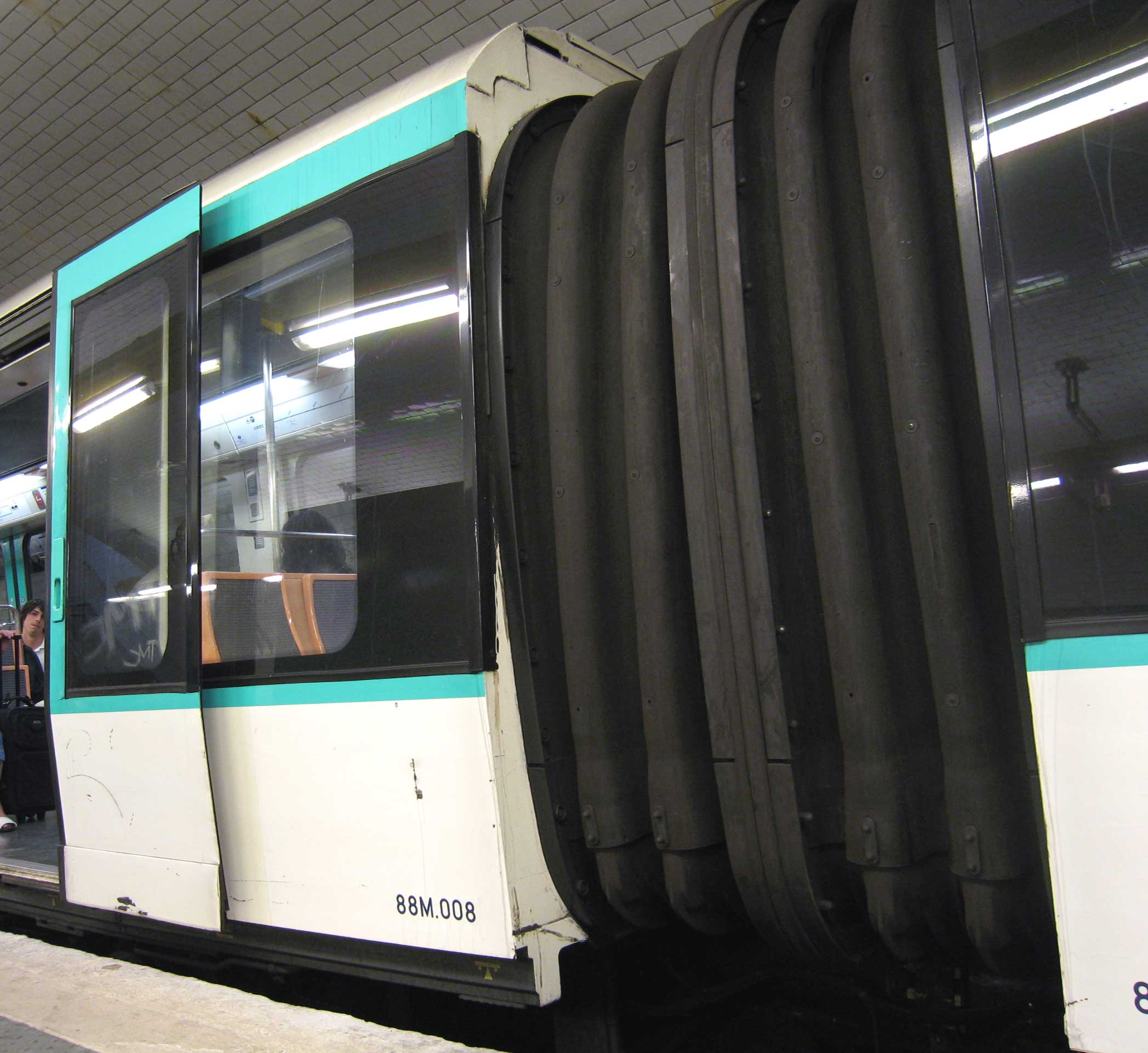
L'intercircolazione Faiveley fu adottata sul nuovo MF 88.

Per implementare una prima volta le nuove tecnologie, la RATP commissionò una piccola serie di treni, il MF 88, destinato ad equipaggiare la linea 7 bis, dal tracciato corto e tortuoso. Su questo convoglio furono riprese varie innovazioni già viste sul Boa: intercircolazione integrale, assi orientabili e informatica a bordo.
Queste tecnologie furono riprese anche su treni successivi. Il concetto di intercircolazione fu implementato sugli MP 89 e MF 2000. L'intercirolazione Faiveley fu adottata subito sul MF 88; una versione più corta apparve anche sul MP 89 CA. Il modello Alstom non fu mai più impiegato sul metrò, ma fu impiegato sui tram Citadis.
Il controllo di trazione e frenata, con freni oleo-pneumatici, il sistema di gestione dell'energia, la trazione asincrona, così come i controlli computerizzati, saranno ripresi sulle versioni successive dei treni. Ciò non accadrà per gli assi orientabili indipendenti: applicati sul MF 88, si riveleranno fragili e costosi da mantenere. Di riflesso il MF 2000, ultima generazione dei treni su ferro del metrò parigino, presenta ancora i tradizionali carrelli.

## L'agonia del "serpente"
Divenuto inutile ed accantonato nell'incuria più totale tra Place Monge e Maubert - Mutualité, il Boa fu talmente preda dei vandali che, dichiarato irrecuperabile, fu rottamato nel 1999.